# Рудолф Щайнер
Рудолф Йозеф Лоренц Щайнер (на немски: Rudolf Joseph Lorenz Steiner) е австрийски философ и езотерик, основател на течението антропософия, повлияно най-вече от теософията и в различни степени от розенкройцерството, гностицизма, както и идеализма. Щайнер прави опити за налагане на възгледите на основаното от него движение в различни области, като педагогика (където предлага идеята за Валдорфско училище), изкуство (евритмия) и предлага антропософски версии на знания от различни сфери на живота (антропософска архитектура, антропософска медицина, религия (т.нар. Християнска общност) и земеделие (биодинамично земеделие).

## Биография
Роден е на 27 февруари 1861 г. в Дони Кралевец, тогава в пределите на Австрийската империя (днес в Хърватия), в бедното семейство на Йохан Щайнер (1829 – 1910), лесничей и ловец на служба при граф Хойос, и Франциска Блие (1834 – 1918). Тъй като графът отказва да одобри женитбата, баща му сменя местожителството си и става служител в железниците. Рудолф има по-малки сестра – Леополдин (1864 – 1927) и брат – Густав (1866 – 1941).
След основното училище, благодарение на стипендията, която получава, в периода 1879 – 1883 г. Щайнер следва в Техническия университет на Виена. Там той специализира математика и природознание за учител в основно училище, като успоредно посещава и лекции по философия, литература и история във Виенския университет.
През 1883 г. по финансови причини Щайнер е принуден да прекрати следването си, като по същата причина не успява и да се дипломира. Едва през 1891 г. в Университета на Росток (Германия) Рудолф защитава докторска титла по философия пред проф. Хайнрих фон Щайн. Темата на докторския му труд е „Основният въпрос на епистемологията“. Една година по-късно, през 1892 г., разширеният вариант на дисертацията е отпечатан като книга – „Истина и наука“.
През 1892 г. Щайнер заживява при овдовялата Ана Юнике (1853 – 1911) и нейните пет деца. През 1899 г. тя става негова първа съпруга. През 1914 г. Рудолф Щайнер се жени повторно – за Мари фон Сиверс, от която няма потомство.
През септември 1900 г. в Берлин, в теософската библиотека на Граф фон Брокдорф, Щайнер изнася лекция върху Ницше.
Когато през 1902 г. се основава немската секция на Теософското общество (ТО), германските теософи не успяват да се обединят зад една кандидатура на председател. Рудолф Щайнер е компромисен избор.
С годините между Световната организация на Теософското общество и немските секции и ложи се получава значително отчуждение. В споровете Щайнер е активен протагонист. Най-сериозно задълбочаване се получава, когато през 1911 г. някои представители на Теософското общество, най-вече в лицето на Ч. У. Ледбитър, обявяват 16-годишния Джиду Кришнамурти за „Световен учител“ (Буда Майтрея), а в някои кръгове като „Христова реинкарнация“ или „Второ пришествие“. Щайнер отхвърля набиращия сила култ към Джиду и в тази връзка основания „Орден на източната звезда“. От своя старана Кришнамурти също отказва участие в това дело и на събора от 2 август 1929 г. в Омен, Холандия, разпуска ордена.
На 7 март 1913 г. Ани Безант, в качеството си на председател на Международната теософска организация, с телеграма разпуска официално немската секция на ТО. На нейно място веднага се основава нова немска секция под ръководството на Вилхелм Х. Шлайден.
След напускането на Теософската организация Щайнер основава Антропософското общество. До края на годината към него се присъединяват още над 1000 нови членове. Новата организация се ръководи от председателство, в което участват Мари фон Сиверс, Михаел Бауер и Карл Унгер. Той остава най-важен говорител до смъртта си през 1925 г. На Коледното събрание през 1924 г. лично поема председателството на Антропософското общество.
Първоначално лекциите, докладите и статиите на Щайнер биват публикувани във вестници и частни издания, а от 1908 г. техен издател е Антропософското издателство в Берлин. До 1953 г. то издава близо 500 книги, съдържащи по-голямата част от творчеството на Щайнер. През 1955 г. Мари Щайнер, като единствена наследница на авторските права на творчеството на съпруга си, започва издаването на цялостното му творчество в собственото си издателство „Рудолф Щайнер“.
Рудолф Щайнер проектира и работи по построяването на първия и втория Гьотеанум – духовен център на антропософията в Дорнах, Швейцария.

## Научна дейност

### Биодинамично земеделие
Понятието „биодинамично земеделие“ бива въведено от Щайнер в негова лекция през юни 1924 г. Щайнер предлага въвеждането на „духовни“ елементи в земеделието, а неговата „духовна наука“ претендира да изяснява връзката между „Висшия астрал“, „етера“ и химичните елементи кислород, сяра, въглерод и азот. По неговите думи, „Етерът се движи с помощта на сярата по пътищата на кислорода“.

### Валдорфска педагогика
През 1919 г. отваря врати първото Щайнерово Валдорфско училище, по предложение на индустриалеца Емил Молт, да се създаде нова форма на училище за децата на работниците в цигарената фабрика „Валдорф-Астория“ в Щутгарт. През 1930 г. нацистите затварят всички валдорфски училища в Германия. Отворени са отново през 1945 г.
През 70-те години валдорфските училища се развиват експлозивно в цял свят, за да достигнат до повече от 3500 детски градини, училища и институти в над 60 страни. Над 90 от тях са създадени след промените в източноевропейските страни, а само в Румъния те са 15.

### Расизъм, езотеричен расизъм, антирасизъм
Според Щайнер човекът е населявал Земята още от образуването ѝ, но под форма на съзнание, а душите, се прераждали от една раса в друга, като преражданията в черната раса са били по-низши от тези на европеидната и жълтата раса.
В противовес на обвиненията в расистки възгледи, Съветът на Валдорфските училища в Европа твърди, че антропософията, на която е основано валдорфското образование, стои твърдо срещу всички форми на расизъм и национализъм. В трудовете на Щайнер си личи неговото антирасистко отношение и той често описва расистките възгледи като анахронични и неетични спрямо основните човешки ценности и достойнство. Съветът все пак признава, че някои отделни фрази в издадените съчинения на Рудолф Щайнер не съответстват на това основно направление и биха могли да бъдат сметнати за дискриминативни. В крайна сметка валдорфското движение изрично отхвърля всеки опит да бъдат приписвани расистки или националистки цели на валдорфската педагогика или на трудовете на Рудолф Щайнер. Валдорфските институции са разпространени по целия свят, включително и в региони със социално напрежение в Европа, Африка, Северна и Южна Америка, Азия и Близкия Изток.
По времето на Щайнер положението на жената в обществото е било често дискутирано. Възгледите на Щайнер относно окачествяването на една човешка личност според родовата ѝ принадлежност (пол, раса, народ и т.н.) ясно личат в мнението му относно положението на жените в неговото общество. Това мнение намираме в книгата му „Философия на свободата“.

Най-упорито преценката според рода се прилага по отношение на човешкия пол. Мъжът вижда в жената, както и жената в мъжа, почти винаги твърде много от общия характер на другия пол и твърде малко от индивидуалното. В практическия живот това вреди на мъжете по-малко, отколкото на жените. Социалното положение на жената е толкова недостойно най-вече поради това, че в много от случаите, когато е уместно, то не се обуславя от индивидуалните качества на отделната жена, а от общите представи, които се създават за естествената задача и за нуждите на жената.
...
Който се бои от сътресение в нашата социална обстановка поради приемането на жените не като родови същества, а като индивиди, нему трябва да се отговори, че социална обстановка, при която половината от човечеството води недостойно за човека съществуване, се нуждае твърде много именно от подобряване.